# Lycosa implacida
Lycosa implacida là một loài nhện trong họ Lycosidae.
Loài này thuộc chi Lycosa. Lycosa implacida được Hercule Nicolet miêu tả năm 1849.